# In the Hot Seat
In the Hot Seat, pubblicato nel 1994, è il nono e ultimo album in studio del gruppo musicale britannico Emerson, Lake & Palmer.

## Storia
Greg Lake nella sua autobiografia pubblicata postuma racconta che In The Hot Seat fu registrato e pubblicato per meri obblighi contrattuali verso la casa discografica. Per la stessa ragione il trio dovette anche completarlo entro un termine stabilito, benché problemi di salute affliggessero allora sia Carl Palmer che Keith Emerson. Il batterista soffriva di sindrome del tunnel carpale per la quale fu operato subito dopo le registrazioni; Emerson era invece affetto da una distonia focale che gli consentiva di muovere soltanto tre dita della mano destra e che lo costrinse a eseguire tutte le parti con la sinistra, utilizzando la tecnica della sovraincisione. Le note incluse sulla ristampa del 2011 dell'album hanno poi rivelato che, per le suddette ragioni, alla programmazione MIDI sia delle tastiere che dei campionamenti di batteria contribuirono anche altri musicisti.
I tre per giunta erano a corto di materiale e ricorsero perciò a un team di autori aggiuntivi – fra i quali lo stesso produttore dell'album, Keith Olsen – che in ordine sparso cofirmano sei brani su dieci. Se si esclude anche Man in the Long Black Coat, in quanto cover di un brano di Bob Dylan del 1989, le tracce inedite scritte senza aiuto esterno sono soltanto tre: Hand of Truth, Daddy e Street War.
In coda al CD la casa discografica aggiunse come bonus track una versione in studio di Pictures at an Exhibition – registrata dal trio un anno prima e già edita sul cofanetto antologico The Return of the Manticore (1993) – che per l'occasione fu missata in Dolby Surround.

## Accoglienza
In the Hot Seat fu l'album in studio meno venduto in assoluto nell'intera carriera di Emerson, Lake & Palmer e in particolare l'unico a non entrare nella Billboard 200 statunitense. Carl Palmer in seguito definì l'album: «Un disastro totale» e Keith Olsen riassunse così l'intera esperienza: «Niente canzoni, niente preparazione, nessun'etica del lavoro».

## Tracce
1. Hand of Truth – 5:23 (Keith Emerson, Greg Lake)
2. Daddy – 4:42 (Lake)
3. One by One – 5:08 (Emerson, Lake, Keith Olsen)
4. Heart on Ice – 4:19 (Lake, Olsen)
5. Thin Line – 4:46 (Emerson, Olsen, Bill Wray)
6. Man in the Long Black Coat – 4:12 (Bob Dylan, arr. Emerson)
7. Change – 4:44 (Emerson, Olsen, Wray)
8. Give Me a Reason to Stay – 4:15 (Steve Diamond, Sam Lorber)
9. Gone too Soon – 4:11 (Lake, Wray, Keith Wechsler)
10. Street War – 4:24 (Emerson, Lake)
11. Pictures at an Exhibition (bonus track, in Dolby Surround) – 14:48

## Formazione
Gruppo
- Keith Emerson – tastiere
- Greg Lake – basso, chitarra, voce
- Carl Palmer – batteria

Musicisti ospiti
- Richard Baker – programmazione MIDI (tastiere)
- Brian Foraker – programmazione MIDI (tastiere)
- Keith Wechsler – programmazione MIDI (campionamenti di batteria, tastiere)
- Bill Wray – cori
- Paula Mattioli – cori
- Kristen Olsen – voce parlante (traccia: 2)
- Fred White, Ricky Nelson, Lynn B. Davis, Linda McCrary – coro (traccia: 11)